# Stacey Travis
Stacey Travis, née le 29 août 1964 à Dallas, est une actrice américaine.

## Biographie
Stacey Travis a étudié à la London Academy of Music and Dramatic Arts et est diplômée en cinéma de l'université de Californie du Sud. Elle est membre fondatrice de la compagnie théâtrale The Echo Theatre Company. Son frère, Greg Travis, est également acteur.
Elle fait ses débuts au cinéma dans Phantasm 2 (1988) et a notamment joué des seconds rôles dans Ghost World (2001), Bandits (2001) et Intolérable Cruauté (2003).
À la télévision, elle est apparue dans de nombreuses séries télévisées et a tenu des rôles récurrents dans Highlander, Urgences, Angel et Desperate Housewives.

## Filmographie

### Cinéma
- 1988 : Phantasm 2 : Jeri
- 1988 : Objectif Terrienne : Tammy
- 1990 : Hardware : Jill
- 1993 : Streetfighter, la rage de vaincre (Only the Strong) : Dianna
- 1997 : Tennessee Valley : Lola Jennings
- 1999 : La Muse : Phyllis
- 2000 : Traffic : l'amie d'Helena
- 2001 : Beautés empoisonnées : Gale Grey
- 2001 : Ghost World : Dana
- 2001 : Bandits : Cloe Miller
- 2003 : Intolérable Cruauté : Bonnie Donaly
- 2005 : Venom : Laura
- 2008 : Mister Showman : Cindy Crown
- 2010 : Easy Girl : la mère de Marianne
- 2011 : The Last Days : Laurel

### Télévision
- 1992 : Un drôle de shérif (série télévisée, saison 1 épisode 9) : Suzanne
- 1994-1997 : Highlander (série télévisée, 3 épisodes) : Renee Delaney
- 1995 : Seinfeld (série télévisée, saison 7 épisode 4) : Holly
- 1996 : Une fille à scandales (série télévisée, saison 1 épisode 14) : Sœur Katherine
- 1997 : Dingue de toi (série télévisée, saison 5 épisode 17) : Dawn
- 1998 : Urgences (série télévisée, saison 4 épisodes 10 et 11) : l'inspecteur Weller
- 1998 : La croisière s'amuse, nouvelle vague (série télévisée, saison 1 épisode 6) : Suzanne Zimmerman
- 1999 : JAG (série télévisée, saison 4 épisode 23) : le sergent Eileen Morris
- 2001 : Nash Bridges (série télévisée, saison 6 épisode 14) : Sally
- 2001 : Dharma et Greg (série télévisée, saison 5 épisode 9) : Lois
- 2002 : The Practice : Donnell et Associés (série télévisée, saison 7 épisode 4) : Lisa Astin
- 2003 : Sept à la maison (série télévisée, saison 8 épisode 10) : Dr Lisa Sterling
- 2004 : Angel (série télévisée, saison 5 épisodes 21 et 22) : la sénatrice Helen Brucker
- 2004-2007 : Desperate Housewives (série télévisée, 3 épisodes) : Jordana Geist
- 2005 : Les Experts : Manhattan (série télévisée, saison 1 épisode 17) : Chandra Heckman
- 2005 : Les Experts : Miami (série télévisée, saison 4 épisode 3) : Faith Jennings
- 2007 : Private Practice (série télévisée, saison 1 épisode 3) : Paige Merring
- 2010 : Bonne chance Charlie (série télévisée, saison 1 épisode 15) : Linda Walsh
- 2011 : The Big Bang Theory (série télévisée, saison 5 épisode 1) : Sandy
- 2012 : Modern Family (série télévisée, saison 3 épisode 20) : Kim